# НСУ 6/14 ПС
НСУ 6/14 ПС био је аутомобил ниже средње класе произведен између 1909. и 1911. године од стране немачког произвођача аутомобила НСУ у њиховој фабрици у Некарсулму. То је био наследник модела 6/12 ПС и замишљен је као јефтин аутомобил за лекаре и бизнисмене који су много путовали.
Аутомобил је покретао четвороцилиндрични редни мотор, са воденим хлађењем, запремине 1560 цм³ (пречник х ход = 75 × 88 мм), снаге 10,3 kW (13,8 КС) при 1650 о/мин. Овај мотор је имао аутоматско централно подмазивање, магнетно паљење и Л главу цилиндра. Мотор је био постављен напред и преко ламеле квачила у уљном купатилу, тробрзинског мењача и вратила погон је преношен на задње точкове.
Међуосовински размак је био 2650 мм, размак точкова 1150 мм и тежина 1250 кг и максимална брзина 55 км/ч.
1911. године га је заменио модел 6/18 ПС.